# زیگمونت کیشلفسکی
زیگمونت کیشلفسکی (لهستانی: Zygmunt Kisielewski؛ ‏ ۲۷ مارس ۱۸۸۲ – ۲۵ آوریل ۱۹۴۲) نویسنده اهل لهستان و برادر یان آئوگوست کیشلفسکی بود. در جریان جنگ جهانی اول او در یکی از هنگ‌های لهستانی خدمت می‌کرد و پس از جنگ تا پایان سال ۱۹۲۵ یکی از ویراستاران روزنامهٔ مشهور «روبوتنیک» بود.